# 1 500 mètres masculin aux Jeux olympiques d'été de 2012 (athlétisme)
Navigation
Pékin 2008 Rio 2016
L'épreuve du 1 500 mètres masculin aux Jeux olympiques de 2012 a lieu le 3 pour les séries, le 5 août pour les demi-finales et 7 août pour la finale dans le Stade olympique de Londres.
Les limites de qualification étaient de 3 min 35 s 50 pour la limite A et de 3 min 38 s 00 pour la limite B.

## Records
Avant cette compétition, les records dans cette discipline étaient les suivants :
| Record du monde  | 3 min 26 s 00 | Hicham El Guerrouj | Maroc | 14 juillet 1998   | Rome   |
| Record olympique | 3 min 32 s 07 | Noah Ngeny         | Kenya | 29 septembre 2000 | Sydney |

## Médaillés
| Or                              | Argent                       | Bronze                          |
| Taoufik Makhloufi 3 min 34 s 08 | Leonel Manzano 3 min 34 s 79 | Abdalaati Iguider 3 min 35 s 13 |

## Résultats

### Finale (7 août)
| Rang               | Athlète              | Nationalité      | Temps         | Notes |
| ------------------ | -------------------- | ---------------- | ------------- | ----- |
| Médaille d'or      | Taoufik Makhloufi    | Algérie          | 3 min 34 s 08 |       |
| Médaille d'argent  | Leonel Manzano       | États-Unis       | 3 min 34 s 79 | SB    |
| Médaille de bronze | Abdalaati Iguider    | Maroc            | 3 min 35 s 13 |       |
| 4                  | Matthew Centrowitz   | États-Unis       | 3 min 35 s 17 |       |
| 5                  | Henrik Ingebrigtsen  | Norvège          | 3 min 35 s 43 | NR    |
| 6                  | Mekonnen Gebremedhin | Éthiopie         | 3 min 35 s 44 |       |
| 7                  | Silas Kiplagat       | Kenya            | 3 min 36 s 19 |       |
| 8                  | Ilham Tanui Özbilen  | Turquie          | 3 min 36 s 72 |       |
| 9                  | Nick Willis          | Nouvelle-Zélande | 3 min 36 s 94 |       |
| 10                 | Belal Mansoor Ali    | Bahreïn          | 3 min 37 s 98 |       |
| 11                 | Nixon Chepseba       | Kenya            | 3 min 39 s 04 |       |
| 12                 | Asbel Kiprop         | Kenya            | 3 min 43 s 83 |       |

### Demi-finales (5 août)

#### Demi-finale 1
| Rang | Athlète              | Pays            | Temps         | Notes |
| ---- | -------------------- | --------------- | ------------- | ----- |
| 1    | Taoufik Makhloufi    | Algérie         | 3 min 42 s 25 | Q     |
| 2    | Asbel Kiprop         | Kenya           | 3 min 42 s 92 | Q     |
| 3    | Mekonnen Gebremedhin | Éthiopie        | 3 min 42 s 93 | Q     |
| 4    | Leonel Manzano       | États-Unis      | 3 min 42 s 94 | Q     |
| 5    | Henrik Ingebrigtsen  | Norvège         | 3 min 43 s 26 | Q     |
| 6    | Mohamed Moustaoui    | Maroc           | 3 min 43 s 33 |       |
| 7    | Mohammed Shaween     | Arabie saoudite | 3 min 43 s 39 |       |
| 8    | Yoann Kowal          | France          | 3 min 43 s 48 |       |
| 9    | Andrew Wheating      | États-Unis      | 3 min 44 s 88 |       |
| 10   | Ross Murray          | Grande-Bretagne | 3 min 44 s 92 |       |
| 11   | Hamza Driouch        | Qatar           | 3 min 49 s 40 |       |
| 12   | Ryan Gregson         | Australie       | 3 min 51 s 86 |       |

#### Demi-finale 2
| Rang | Athlète                 | Pays             | Temps         | Notes |
| ---- | ----------------------- | ---------------- | ------------- | ----- |
| 1    | Abdalaati Iguider       | Maroc            | 3 min 34 s 00 | Q, SB |
| 2    | Silas Kiplagat          | Kenya            | 3 min 34 s 60 | Q     |
| 3    | Nick Willis             | Nouvelle-Zélande | 3 min 34 s 70 | Q     |
| 4    | Nixon Chepseba          | Kenya            | 3 min 34 s 89 | Q     |
| 5    | Matthew Centrowitz, Jr. | États-Unis       | 3 min 34 s 90 | Q, SB |
| 6    | İlham Tanui Özbilen     | Turquie          | 3 min 35 s 18 | q     |
| 7    | Belal Mansoor Ali       | Bahreïn          | 3 min 35 s 40 | q, SB |
| 8    | Andrew Baddeley         | Grande-Bretagne  | 3 min 36 s 03 |       |
| 9    | Mohamad Al-Garni        | Qatar            | 3 min 36 s 78 |       |
| 10   | Yegor Nikolayev         | Russie           | 3 min 37 s 28 | PB    |
| 11   | Carsten Schlangen       | Allemagne        | 3 min 38 s 23 |       |
| 12   | Nathan Brannen          | Canada           | 3 min 39 s 26 |       |
| 13   | Florian Carvalho        | France           | 3 min 40 s 61 |       |

### Séries (3 août)

#### Série 1
| Rang | Athlète              | Nationalité     | Temps         | Notes |
| ---- | -------------------- | --------------- | ------------- | ----- |
| 1    | Taoufik Makhloufi    | Algérie         | 3 min 35 s 15 | Q     |
| 2    | Mekonnen Gebremedhin | Éthiopie        | 3 min 36 s 56 | Q     |
| 3    | Asbel Kiprop         | Kenya           | 3 min 36 s 59 | Q     |
| 4    | Ross Murray          | Grande-Bretagne | 3 min 36 s 74 | Q     |
| 5    | Mohamad Al-Garni     | Qatar           | 3 min 36 s 99 | Q     |
| 6    | Leonel Manzano       | États-Unis      | 3 min 37 s 00 | Q     |
| 7    | Florian Carvalho     | France          | 3 min 37 s 05 | q, SB |
| 8    | Mohamed Moustaoui    | Maroc           | 3 min 37 s 41 | q     |
| 9    | Ryan Gregson         | Australie       | 3 min 38 s 54 | q     |
| 10   | Belal Mansoor Ali    | Bahreïn         | 3 min 38 s 69 | q     |
| 11   | Yegor Nikolayev      | Russie          | 3 min 38 s 92 | q, SB |
| 12   | Álvaro Rodríguez     | Espagne         | 3 min 41 s 54 |       |
| 13   | Teklit Teweldebrhan  | Érythrée        | 3 min 42 s 88 |       |
| 14   | Mamadou Barry        | Guinée          | 4 min 05 s 08 |       |
| 15   | Rabiou Guero Gao     | Niger           | 4 min 05 s 46 |       |

#### Série 2
| Rang | Athlète                 | Nationalité     | Temps         | Notes |
| ---- | ----------------------- | --------------- | ------------- | ----- |
| 1    | Mohammed Shaween        | Arabie saoudite | 3 min 39 s 42 | Q, SB |
| 2    | Hamza Driouch           | Qatar           | 3 min 39 s 67 | Q     |
| 3    | İlham Tanui Özbilen     | Turquie         | 3 min 39 s 70 | Q     |
| 4    | Silas Kiplagat          | Kenya           | 3 min 39 s 79 | Q     |
| 5    | Nathan Brannen          | Canada          | 3 min 39 s 95 | Q     |
| 6    | Andrew Baddeley         | Grande-Bretagne | 3 min 40 s 34 | Q     |
| 7    | Andrew Wheating         | États-Unis      | 3 min 40 s 92 | q     |
| 8    | David Bustos            | Espagne         | 3 min 41 s 34 |       |
| 9    | Dmitrijs Jurkevičs      | Lettonie        | 3 min 41 s 40 |       |
| 10   | Dawit Wolde             | Éthiopie        | 3 min 41 s 81 |       |
| 11   | Niclas Sandells         | Finlande        | 3 min 42 s 67 |       |
| 12   | Jamale Aarrass          | France          | 3 min 45 s 13 |       |
| 13   | Mohamed Hassan Mohamed  | Somalie         | 3 min 46 s 16 |       |
| 14   | Nabil Mohammed Al-Garbi | Yémen           | 3 min 55 s 46 | SB    |
| -    | Amine Laâlou            | Maroc           |               | DNS   |

#### Série 3
| Rang | Athlète                 | Nationalité      | Temps         | Notes |
| ---- | ----------------------- | ---------------- | ------------- | ----- |
| 1    | Nick Willis             | Nouvelle-Zélande | 3 min 40 s 92 | Q     |
| 2    | Abdalaati Iguider       | Maroc            | 3 min 41 s 08 | Q     |
| 3    | Yoann Kowal             | France           | 3 min 41 s 12 | Q     |
| 4    | Henrik Ingebrigtsen     | Norvège          | 3 min 41 s 33 | Q     |
| 5    | Matthew Centrowitz, Jr. | États-Unis       | 3 min 41 s 39 | Q     |
| 6    | Carsten Schlangen       | Allemagne        | 3 min 41 s 51 | Q     |
| 7    | Diego Ruiz              | Espagne          | 3 min 41 s 52 |       |
| 8    | Aman Wote               | Éthiopie         | 3 min 41 s 67 |       |
| 9    | Nixon Chepseba          | Kenya            | 3 min 42 s 29 |       |
| 10   | Emad Noor               | Arabie saoudite  | 3 min 42 s 95 |       |
| 11   | Eduar Villanueva        | Venezuela        | 3 min 43 s 11 |       |
| 12   | Andreas Vojta           | Autriche         | 3 min 43 s 52 |       |
| 13   | Ciarán O'Lionaird       | Irlande          | 3 min 48 s 35 | SB    |
| 14   | Samuel Vázquez          | Porto Rico       | 3 min 49 s 19 |       |

## Légende
Records et Performances
- AR : Record continental (area record)
- CR : Record des championnats (championship record)
- MR : Record du meeting (meet record)
- NR : Record national (national record)
- OR : Record olympique (olympic record)
- PR : Record paralympique (paralympic record)
- PB : Record personnel (personal best)
- SB : Meilleure performance personnelle de la saison (season's best)
- WL : Meilleure performance mondiale de l'année (world leader)
- WJR : Record du monde junior (world junior record)
- WR : Record du monde (world record)

Circonstances et Conditions
- DNF : N'a pas terminé (did not finish)
- DNS : N'a pas pris le départ (did not start)
- DQ : Disqualification (disqualification)
- NM : Aucun essai valable enregistré (No Mark)
- Q : Qualifié « directement » au prochain tour (ou à la prochaine compétition), lors d'une compétition majeure, grâce au classement ou à la réalisation des minima (automatic qualifier)
- q : Qualifié au prochain tour (ou à la prochaine compétition), lors d'une compétition majeure, grâce au repêchage ou à la réalisation de l'une des meilleures performances parmi celles des « non qualifiés directement » (grâce au meilleur temps ou à la meilleure distance par exemple) (secondary qualifier)